# Kirchenhistoriker
Als Kirchenhistoriker  werden Historiker des Fachbereiches Kirchengeschichte bezeichnet. Die meisten dieser Historiker sind von ihrer Ausbildung her Theologen.

## Geschichte
Die Begründung der neuzeitlichen wissenschaftlichen Kirchengeschichtsschreibung erfolgte durch die ab 1559 erscheinenden Magdeburger Centurien, initiiert durch den Theologen Matthias Flacius. Hauptbearbeiter war Johannes Wigand.
Als Vater der modernen römisch-katholischen Kirchengeschichte gilt Kardinal Cesare Baronio, der im Auftrag des heiligen Philipp Neri bei den Oratoriumstreffen Referate hielt, aus denen später das Standardwerk der Annales wurde, die als Gegenentwurf zu den Zenturien angesehen werden können.

## Abgrenzung
Keine Wissenschaftler im modernen Sinne sind die Verfasser der spätantiken und mittelalterlichen „Kirchengeschichten“, die oft ebenfalls als Kirchenhistoriker bezeichnet werden.

## Wichtige Kirchenhistoriker

### Neuzeit
- Luise Abramowski (1928–2014), evangelische Theologin und Kirchenhistorikerin
- Kurt Aland (1915–1994), evangelischer Theologe und Professor
- Giuseppe Alberigo (1926–2007), italienischer Jurist und römisch-katholischer Kirchenhistoriker
- Arnold Angenendt (1934–2021), deutscher römisch-katholischer Priester, Theologe und Kirchenhistoriker
- Claus Arnold (* 1965), deutscher katholischer Theologe und Kirchenhistoriker
- Gottfried Arnold (1666–1714), deutscher pietistischer Theologe
- Roger Aubert (1914–2009), belgischer Theologe, Kirchenhistoriker und katholischer Priester
- Cesare Baronio (1538–1607), italienischer Kardinal und Kirchenhistoriker
- Ferdinand Christian Baur (1792–1860), evangelischer Kirchen- und Dogmenhistoriker
- Franz Xaver Bischof (* 1955), schweizerischer römisch-katholischer Theologe
- Heinrich Bornkamm (1901–1977), deutscher evangelischer Theologe
- Karin Bornkamm (1928–2016), deutsche Kirchenhistorikerin, evangelische Theologin und Hochschullehrerin
- Martin Brecht (1932–2021), deutscher evangelischer Theologe und Kirchenhistoriker
- Hanns Christof Brennecke (* 1947), deutscher evangelischer Kirchenhistoriker und Professor
- Dominik Burkard (* 1967), deutscher römisch-katholischer Theologe
- Edmund Bursche (1881–1940), polnischer evangelischer Theologe, Kirchenhistoriker und Pastor
- Hans von Campenhausen (1903–1989), deutsch-baltischer evangelischer Theologe
- Henry Chadwick (1920–2008), britischer anglikanischer Theologe und Kirchenhistoriker (Patristiker)
- Owen Chadwick (1916–2015), britischer Historiker, Schriftsteller, Theologe und Hochschullehrer
- Heinrich Denifle (1844–1905), Kirchenhistoriker
- Irene Dingel (* 1956), deutsche Kirchenhistorikerin und evangelische Theologin
- Ignaz von Döllinger (1799–1890), deutscher katholischer Theologe und Kirchenhistoriker
- Louis Duchesne (1843–1922), französischer katholischer Kirchenhistoriker
- Gerhard Ebeling (1912–2001), deutscher evangelischer Theologe
- Albert Ehrhard (1862–1940), katholischer Priester, Kirchenhistoriker, Patrologe und Byzantinist
- Jörg Ernesti (* 1966), deutscher Kirchenhistoriker und römisch-katholischer Priester
- Johann Friedrich (1836–1917), katholischer Theologe, Kirchenhistoriker und Altkatholik
- Franz Xaver von Funk (1840–1907), römisch-katholischer Priester und Professor für Patrologie
- Ulrich Gäbler (* 1941), österreichischer evangelischer Theologe und Kirchenhistoriker
- Klaus Ganzer (1932–2021), deutscher römisch-katholischer Kirchenhistoriker
- Adolf von Harnack (1851–1930), deutscher protestantischer Theologe und Kirchenhistoriker
- Albert Hauck (1845–1918), deutscher lutherischer Theologe und Kirchenhistoriker
- Karl Joseph von Hefele (1809–1893), römisch-katholischer Kirchenhistoriker und 3. Bischof des Bistums Rottenburg-Stuttgart
- Joseph Hergenröther (1824–1890), deutscher katholischer Kirchenhistoriker und Kardinal der römisch-katholischen Kirche
- Heinrich Hermelink (1877–1958), deutscher evangelischer Kirchenhistoriker
- Georg Hilpisch (1846–1928), deutscher Domdekan, Domkapitular, Generalvikar, Kirchenhistoriker und Redakteur
- Stephanus Hilpisch (1894–1971), deutscher römisch-katholischer Priester, Benediktinermönch und Kirchenhistoriker
- Karl Holl (1866–1926), Professor für Theologie und Kirchengeschichte
- Andreas Holzem (* 1961), deutscher römisch-katholischer Theologe
- Erwin Iserloh (1915–1996), römisch-katholischer Kirchenhistoriker und Ökumeniker
- Hubert Jedin (1900–1980), deutscher katholischer Kirchenhistoriker
- Friedhelm Jürgensmeier (* 1936), deutscher katholischer Kirchenhistoriker
- Roland Kany (* 1958), römisch-katholischer Theologe
- Thomas Kaufmann (* 1962), deutscher evangelischer Theologe und Kirchenhistoriker
- Alois Knoepfler (1847–1921), deutscher römisch-katholischer Theologe und Kirchenhistoriker
- Franz Xaver Kraus (1840–1901), deutscher Kunst- und Kirchenhistoriker
- Karl Kupisch (1903–1982), deutscher evangelischer Kirchenhistoriker
- Volker Leppin (* 1966), deutscher evangelischer Theologe
- Joseph Lortz (1887–1975), römisch-katholischer Kirchenhistoriker
- Peter Manns (1923–1991), deutscher römisch-katholischer Priester und Kirchenhistoriker
- Christoph Markschies (* 1962), deutscher evangelischer Theologe und Professor für Antikes Christentum
- Johannes Meier (* 1948), Professor für Mittlere und Neuere Kirchengeschichte
- Sebastian Merkle (1862–1945), römisch-katholischer Theologe und Kirchenhistoriker
- Lutz E. von Padberg (* 1950), deutscher Historiker
- Ludwig von Pastor (1854–1928), österreichischer katholischer Historiker und Diplomat
- Jaroslav Pelikan (1923–2006), US-amerikanischer Historiker
- Georg Pfeilschifter (1870–1936), deutscher römisch-katholischer Theologe und Kirchenhistoriker
- Leopold von Ranke (1795–1886), deutscher Historiker, Historiograph des preußischen Staates, Hochschullehrer und königlich preußischer Wirklicher Geheimer Rat
- Rudolf Reinhardt (1928–2007), deutscher römisch-katholischer Theologe, Kirchenhistoriker und Hochschullehrer
- Franz Heinrich Reusch (1825–1900), altkatholischer Theologe und Priester
- Joseph Sauer (1872–1949), deutscher katholischer Theologe, Christlicher Archäologe und Kunsthistoriker
- Alkuin Volker Schachenmayr (* 1969), deutscher Ordenspriester des Zisterzienserstiftes Heiligenkreuz und Kirchenhistoriker
- Philip Schaff (?–1893), protestantischer Theologe und Kirchenhistoriker
- Klaus Schatz (* 1938), deutscher römisch-katholischer Priester, Theologe und Kirchenhistoriker
- Ludwig Rochus Schmidlin (1845–1917), römisch-katholischer Geistlicher, Pädagoge und Kirchenhistoriker
- Bernward Schmidt (* 1977), deutscher römisch-katholischer Theologe und Kirchenhistoriker
- Kurt Dietrich Schmidt (1896–1964), deutscher evangelisch-lutherischer Kirchenhistoriker
- Joseph Schnitzer (1859–1939), deutscher katholischer Theologe und Kirchenhistoriker
- Heinrich Schrörs (1852–1928), deutscher römisch-katholischer Priester und Theologe
- Johann Salomo Semler (1725–1791), evangelischer Theologe und Mitbegründer der Aufklärungstheologie
- Heribert Smolinsky (1940–2012), deutscher katholischer Geistlicher und Professor für Mittlere und Neue Kirchengeschichte
- Gerhard Schwinge (* 1934), deutscher Kirchenhistoriker und wissenschaftlicher Bibliothekar
- Louis Thomassin (1619–1695), französischer Oratorianer, Philosoph und Kirchenrechtler
- Wolfgang Ullmann (1929–2004), deutscher Theologe, Kirchenhistoriker und Politiker
- Klaus Unterburger (* 1971), deutscher römisch-katholischer Theologe
- Günther Wassilowsky (* 1968), deutscher Kirchenhistoriker und Professor
- Rowan Williams (* 1950), britischer anglikanischer Geistlicher, Theologe und Politiker
- Hubert Wolf (* 1959), deutscher römisch-katholischer Priester und Kirchenhistoriker

### Kirchliche Zeitgeschichte
- Gerhard Besier (* 1947), evangelischer Theologe, Historiker und Politiker
- Wilhelm Damberg (* 1954), römisch-katholischer Kirchenhistoriker und Hochschullehrer
- Kurt Nowak (1942–2001), evangelischer Theologe und Kirchenhistoriker
- Andrea Strübind (* 1963), baptistische Theologin und Professorin für Kirchengeschichte